# Orodesma juanita
Orodesma juanita là một loài bướm đêm trong họ Erebidae.